# Hernécs
Hernécs (románul: Hărnicești, jiddisül הארניצ'שט) falu Romániában, Máramaros megyében, a történeti Máramarosban.

## Fekvése
Máramarosszigettől húsz kilométerre délre, a Mára partján, a Kőhát déli lábánál fekszik.

## Nevének eredete
Neve román személynévből ered, amely a 'szorgalmas' jelentésű, szláv eredetű harnic melléknévvel függ össze. Először 1360-ban, Hwrniachfalwa és villa olachalis Hernichhaza néven, majd 1389-ben Hernech néven említették.

## Története
Első említésekor, 1360-ban Drágus kenéz kapta meg nemesi birtokaként. A szomszédos falvak, Máragyulafalva, Falusugatag és Budfalva román kisnemeseinek jobbágyai lakták. A 19. század közepén nagyobb birtokosai a kincstár, a gróf Vay, a Pap és a Rednik családok voltak.
1910-ben 798 lakosából 687 volt román és 105 német (jiddis) anyanyelvű; 693 görögkatolikus és 105 zsidó vallású. 2002-ben 635 lakosából 627 volt román nemzetiségű; 498 ortodox és 120 görögkatolikus vallású.

## Látnivalók
- A falu fatemplomát 1770-ben építették egy korábbi monostor romjain. 1893-ban bővítették, akkor építették a mai narthexet. 1911-ben új kapuzatot vágtak a déli oldalra. 1942-ben festették ki belsejét és készítették a mai ikonosztázt. A torony 1972-ben került mai helyére.[2] Három értékes régi ikont őriz: Bevonulás Jeruzsálembe, Urunk mennybemenetele és Angyali üdvözlet.
- Iurca-ház (8. sz. – 1792).
- A falutól két-három óra járásra, a Kőhát hegységben, 1014 méteres magasságban a Hernécsi-láp (Iezerul Mare) nevű oligotróf dagadóláp. A láp öt hektáros felületű, a tőzeg átlagosan hét méter vastag, a nyílt víztükör 25×9 méteres, vizét két kicsiny csermely vezeti le. Növényfajai a hamvas áfonya, a tőzegáfonya, a vörös áfonya, a mámorka, a szibériai hamuvirág, a tőzegrozmaring, a fehér zászpa, az ördögharaptafű, a vérontó pimpó, a kereklevelű harmatfű, a hüvelyes gyapjúsás, a gyepes sédbúza, a rezgő sás, a kékperje és az álszittyó.[3]

## Képek

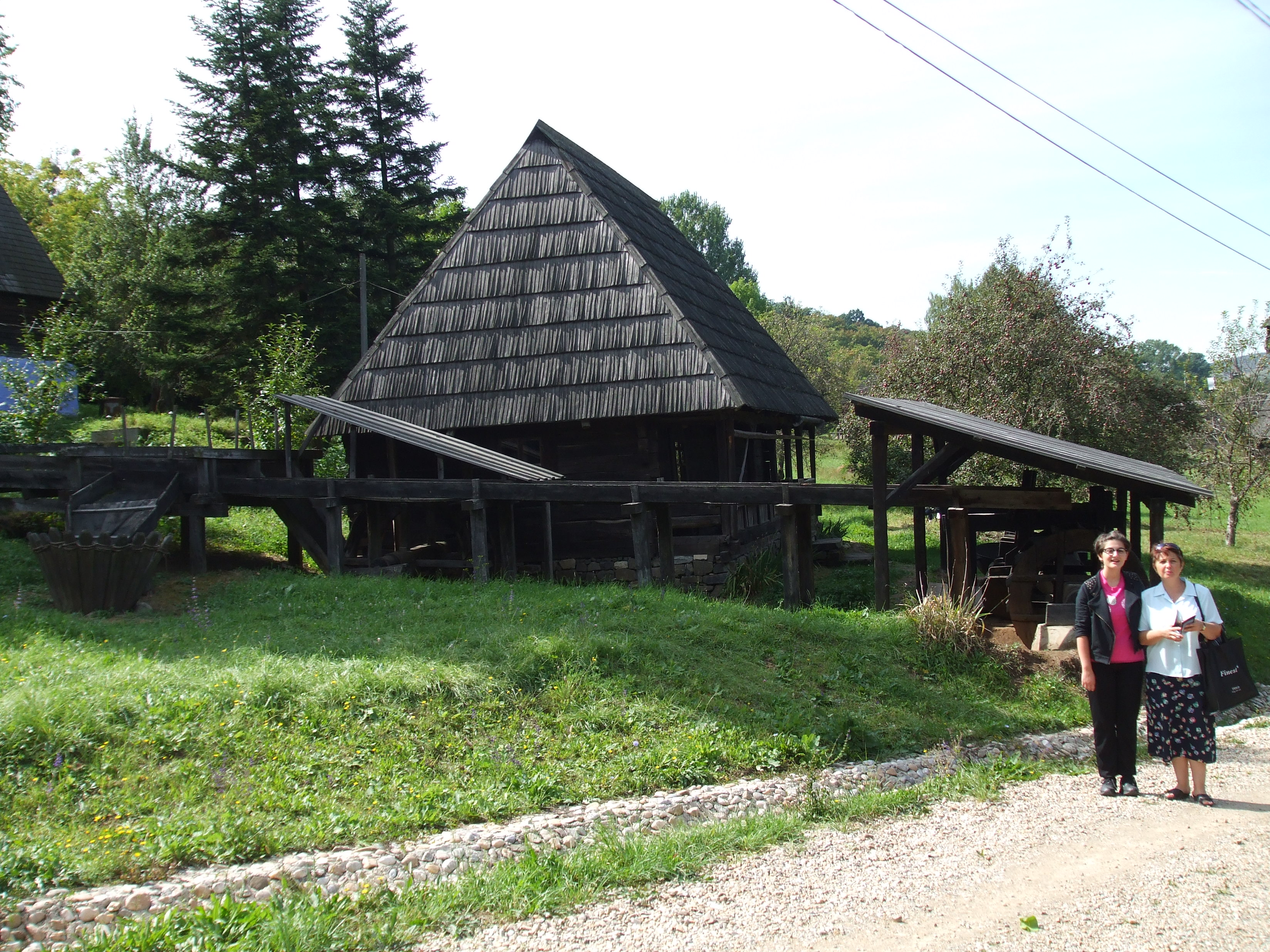
Hernécsi lisztelő malom, ványoló és gyapjúmosó a kolozsvári szabadtéri néprajzi múzeumban
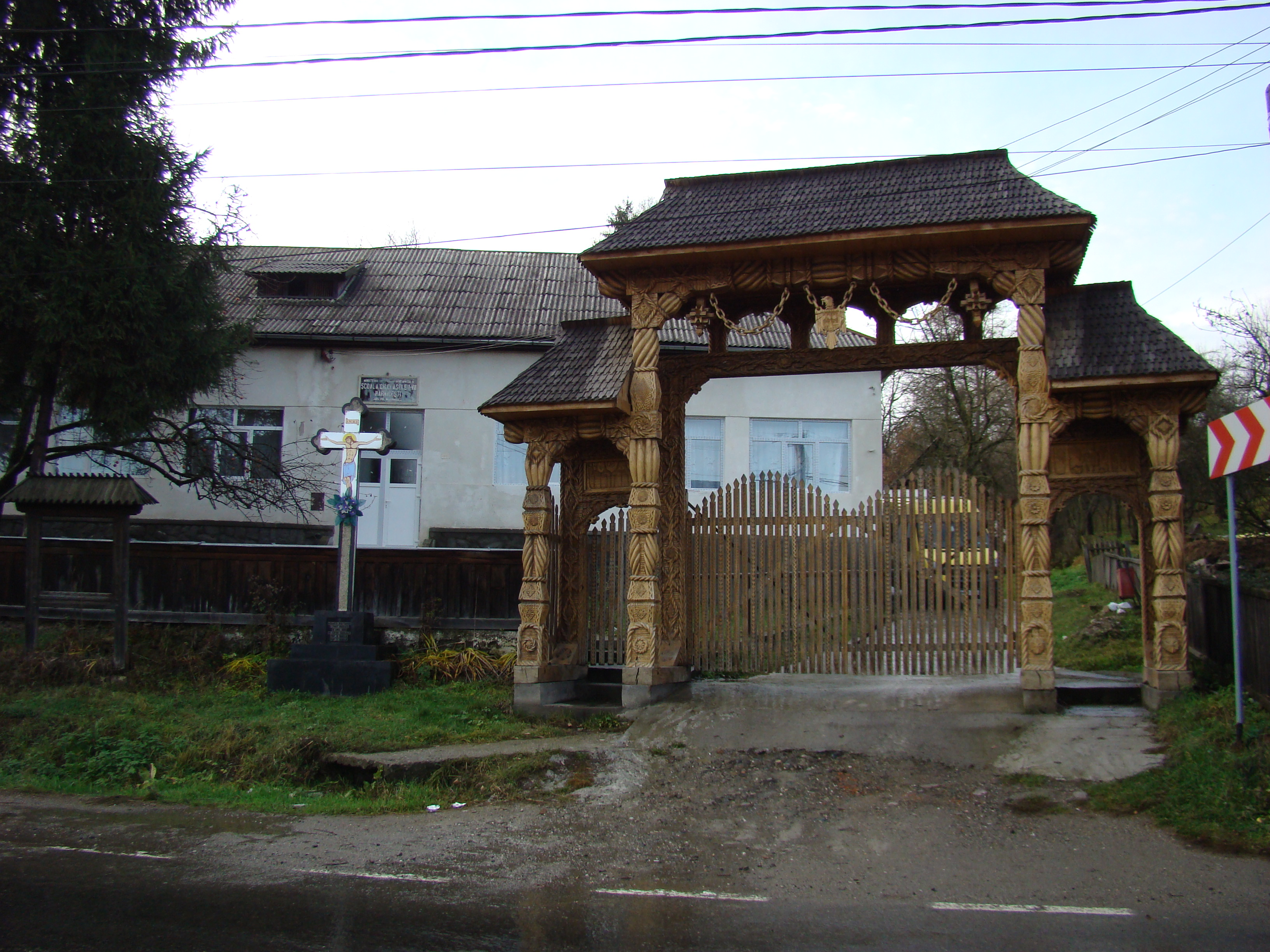
Faragott kapu
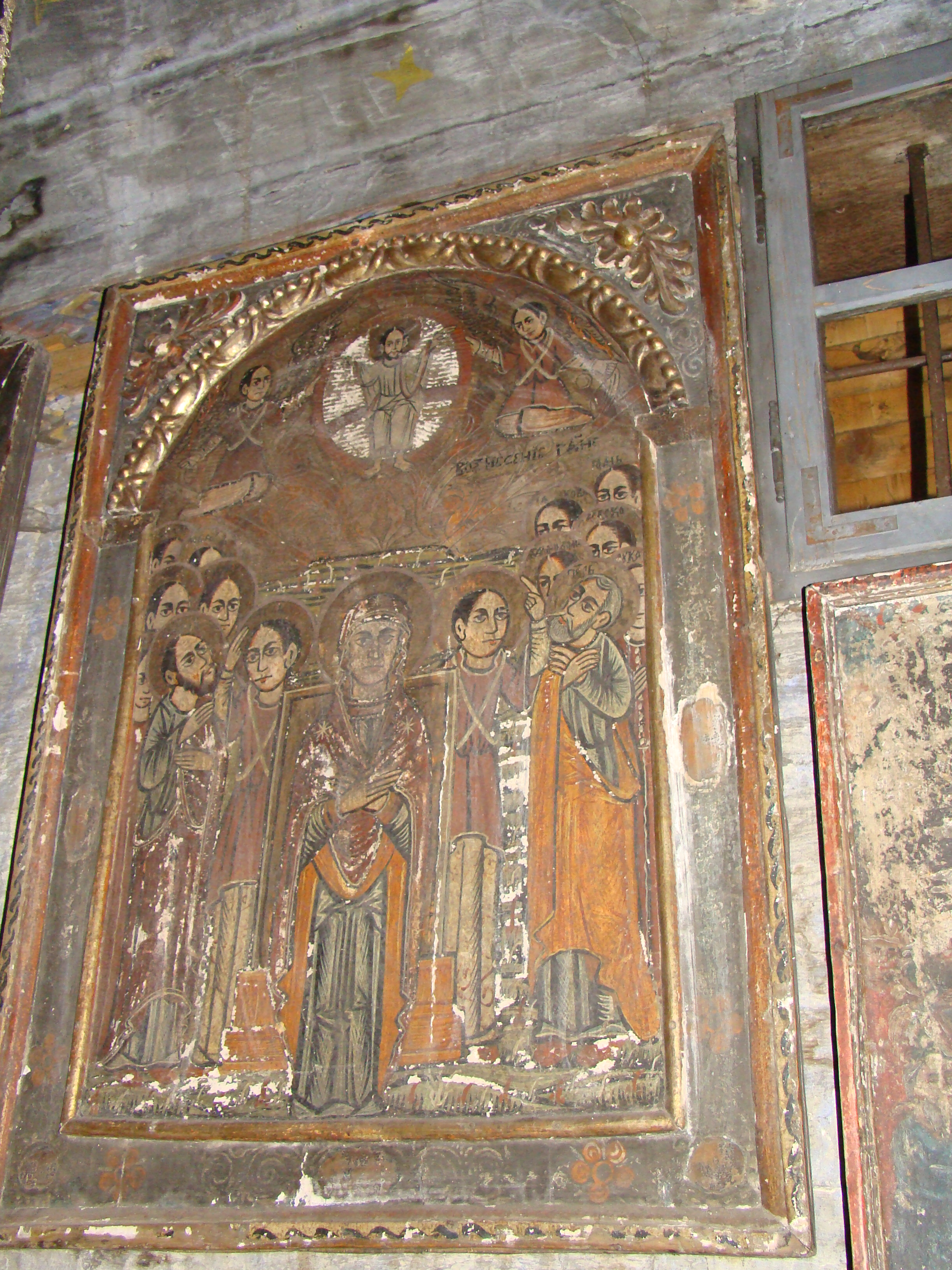
A templom Urunk mennybemenetele ikonja